# Egidio Poblete
Egidio Poblete Escudero (Los Andes, 7 de noviembre de 1868-Valparaíso, 1940) fue un periodista, escritor y cronista chileno.

## Biografía
Tras un fallido paso por el Seminario Conciliar de Santiago y la Escuela de Derecho de la Universidad Católica, Poblete inició su carrera como periodista. Se desempeñó como redactor en el diario La Restauración de Los Andes, luego en El País de Concepción y, desde 1922, en La Unión de Valparaíso, periódico en el que publicó la mayoría de sus crónicas y del que llegó a ser director. Bajo el seudónimo de «Ronquillo», practicó una escritura crítica tanto literaria como social, comentando con ironía y gran humor la vida de Valparaíso y el país.
Como escritor publicó las novelas Viaje de novios (1917), Flor que renace (1917), La Avenida de las Acacias (1917) —que fue llevada al cine en 1918—, el libro de cuentos Cuentos del domingo (1915) y el poemario Minuta (1937). En la ficción literaria plasmaba su mirada conservadora realizando apología a la vocación por el trabajo y la vida austera y sencilla.
Obedeciendo únicamente a un interés personal, emprendió en 1882 la traducción de la Eneida de Virgilio. Sin tener a su alcance ninguna otra obra de este autor clásico, ni traducciones comentadas de la Eneida donde apoyarse, Poblete trabajó durante más de cincuenta años de manera privada en este desafío. El resultado vio la luz recién en 1937, gracias a la iniciativa de un grupo de amigos de Valparaíso, quienes reunieron los recursos necesarios para su publicación en la imprenta del diario La Unión.
Por la calidad de su trabajo, obtuvo el reconocimiento de los conocedores de la obra de Virgilio en el mundo entero. La traducción, realizada en versos endecasílabos libres, destaca no solo por su fidelidad a los versos, sino también a las ideas y espíritu del texto de Virgilio, lo que convierte a esta versión en una de las más notables en lengua española.
En 1939 llegó a ser presentado como candidato al Premio Nobel de Literatura.